# Nadleśnictwo Gromnik
Nadleśnictwo Gromnik – jednostka organizacyjna Lasów Państwowych podległa Regionalnej Dyrekcji Lasów Państwowych w Krakowie. Siedziba Nadleśnictwa znajduje się w Gromniku w powiecie tarnowskim, w województwie małopolskim.
Nadleśnictwo obejmuje część powiatu tarnowskiego położoną na wschód od Dunajca i na południe oraz na wschód od Tarnowa oraz miasto Tarnów.
Na terenie nadleśnictwa znajdują się Ciężkowicko-Rożnowski Park Krajobrazowy oraz Park Krajobrazowy Pasma Brzanki.

## Historia
Nadleśnictwo Gromnik powstało w 1945 celem zarządzania znacjonalizowanymi przez komunistów lasami. Wszystkie lasy nadleśnictwa do 1945 stanowiły własność prywatną, głównie dworską (86%).
W 1977 do nadleśnictwa Gromnik przyłączono nadleśnictwo Tarnów (wcześniej pod nazwą nadleśnictwo Tuchów) tworząc dwa obręby leśne: Gromnik i Tarnów, które zostały połączone w 2002.

## Drzewostany
Gatunki lasotwórcze lasów nadleśnictwa:
- buk 42%
- jodła 32%
- sosna 13%
- dąb 7%
- brzoza, grab, jesion, jawor, topola, Wiśnia ptasia i inne 6%